# Bertram Heinrich
Bertram Heinrich (ur. 29 marca 1894 w Charlottenbergu, zm. 31 sierpnia 1918 w Torhout) – niemiecki as myśliwski z czasów I wojny światowej z 12 potwierdzonymi zwycięstwami powietrznymi.
Bertram Heinrich służył w Marine Feldjagdstaffel Nr. I od jego powstania. Pierwsze zwycięstwo odniósł na Albatrosie D.III 8 maja 1917 roku nad samolotem Sopwith 1½ Strutter w okolicach Dixmunde. W maju 1917 roku odniósł jeszcze 2 zwycięstwa. Tytuł asa uzyskał zestrzeliwując piąty samolot wroga Sopwith Triplane z No. 1 Squadron of the Royal Naval Air Service (RNAS). 21 listopada 1917 roku odniósł podwójne swoje zwycięstwo (ósme i dziewiąte) i ostatnie w tym roku. W marcu 1918 roku odniósł kolejne zwycięstwo. 22 marca został zestrzelony i odniósł rany.  W lecie powrócił do czynnej służby, odniósł jeszcze dwa zwycięstwa na samolocie Fokker D.VII. 31 sierpnia 1918 roku zginął w walce z porucznikiem Williamem S. Jenkinsem z No. 210 Squadron RAF. 